# 반계초등학교 대둔분교
반계초등학교 대둔분교는 대한민국 강원특별자치도 원주시에 있었던 공립 초등학교이다. 1999년 반계초등학교와 통합하여 폐교되었다.

## 연혁
- 1933년 5월 6일 대둔학술강습소로 개소
- 1946년 2월 21일 강천국민학교 대둔분교장 승격
- 1995년 3월 1일 행정구역 개편(원주 반계초등학교로 편입)
- 1999년 9월 1일 반계초등학교에 통합 폐지